# تایشا آبلار
تایشا آبلار (به انگلیسی: Taisha Abelar) نویسنده و انسان‌شناس آمریکایی است. وی همکار کارلوس کاستاندا و یکی از شاگردان دن خوآن ماتئوس بوده‌است، آبلار دکتری خود را در رشته مردم‌شناسی گرفت. نام اصلی او ماریان سیمکو است.

## درباره
تایشا آبلار هنگامی که ۱۹ ساله بود و با کاستاندا ملاقات کرد، دانشجوی دانشگاه کالیفرنیا، لس آنجلس بود و مدرک کارشناسی ارشد و دکتری خود را در مردم‌شناسی گرفت. او به همراه رژینا تال و کاتلین پوهلمان در سال ۱۹۷۴، در مجله سامورایی عکس‌هایی از رژینا تال را که در حال تمرینات کاراته است، منتشر کرد. ساحران با رعایت فلسفه «پاک کردن تاریخچه شخصی» از نام‌های مستعار بی شماری استفاده می‌کردند و به‌طور کلی اجازه نمی‌دادند که از خود عکس بگیرند. مدتی بعد از آشنایی با کاستاندا، ماریان سیمکو نام خود را به Taisha Abelar تغییر داد. به همین ترتیب، رژینا تال نام خود را به Florinda Donner و کاتلین پوهلمان هرس به Carol Tiggs تغییر داد.
تایشا آبلار بیش از یک سال را در خانهٔ جادویی دون خوان در مکزیک به سر برده‌است و بیش از یک دهه شاگرد او بوده‌است. او در کتاب گذر ساحران می‌نویسد: دون خوان وی را رهنمون می‌شود تا باانضباطی سخت، طریقت زنان خردمندی را بشناسد که آنان را به سرچشمهٔ ژرف‌ترین نیروی زنانگی‌شان می‌رساند.

## آثار
- “The Sorcerers' Crossing A Woman's Journey” - ©1992 by Taisha Abelar
- گذر ساحران سفر بانویی در طریقت معرفت یاکی، تایشا آبلار. برگردان مهران کندری- تهران: میترا ۱۳۷۹-شابک 5-56-5998-964